# Chorinus heros
Chorinus heros är en kräftdjursart som först beskrevs av J. F. W. Herbst 1790.  Chorinus heros ingår i släktet Chorinus och familjen Pisidae. Inga underarter finns listade i Catalogue of Life.